# Sewarhi
Sewarhi é uma cidade e uma nagar panchayat no distrito de Kushinagar, no estado indiano de Uttar Pradesh.

## Demografia
Segundo o censo de 2001, Sewarhi tinha uma população de 19,763 habitantes. Os indivíduos do sexo masculino constituem 53% da população e os do sexo feminino 47%. Sewarhi tem uma taxa de literacia de 63%, superior à média nacional de 59.5%: a literacia no sexo masculino é de 71% e no sexo feminino é de 53%. Em Sewarhi, 16% da população está abaixo dos 6 anos de idade.